# Gymnelia nigricornis
Gymnelia nigricornis là một loài bướm đêm thuộc phân họ Arctiinae, họ Erebidae.